# 貧困撲滅のための国際デー
貧困撲滅のための国際デー（ひんこんぼくめつのためのこくさいデー、International Day for the Eradication of Poverty）とは、国際連合が制定した国際デーの一つである。毎年10月17日。
1987年、貧困、飢餓、暴力、恐怖の犠牲者に敬意を表するため10万人がフランス・パリのシャイヨ宮の人権広場に集まったのが最初である。この呼びかけをしたのはATD第四世界を創設したフランスの活動家ジョゼフ・ウレザンスキであった。
1992年12月の国連総会において、多くの国で10月17日が「極貧に打ち克つための世界デー」となっていることから、この日を「貧困撲滅のための国際デー」とすることが宣言された。